# Развод
Разво́д — официальное прекращение (расторжение) действительного брака между живыми супругами.
От развода следует отличать признание брака недействительным в судебном порядке и прекращение брака ввиду кончины одного из супругов. В старину на Руси развод, расторженье брака — ро́спуск.

## Развод на Древней Руси и Российской империи
Расторжение брака на Руси допускалось как церковной, так и светской властью неохотно, однако на практике во все исторические периоды разводы существовали. В ранний период истории развод определялся рядом обычаев, шедших еще из дохристианской Руси и касавшихся невенчанных браков.
В ранней Российской империи развод было получить непросто, однако в некоторых случаях он всё же допускался. К примеру, доктор исторических наук Б. Н. Миронов отмечает, что до 1730 года (а в некоторых местах и позднее) в России было достаточно сделать заявление приходскому священнику и получить от него «разводное письмо». В некоторых случаях для разводного письма не требовался священник. Борис Миронов привёл пример такого письма, выданного в 1718 году жителем Санкт-Петербурга К. И. Колесниковым, который дал при двух свидетелях своей законной жене «бракоразводную грамоту» и «отступное письмо» следующего содержания:

Кузьма Иванов сын Колесников дал сие письмо жене своей Агафье Елисеевой дочери, ежели похощет она идти замуж за другого, и я, Кузьма Иванов сын Колесников, в том сие письмо даю на все четыре стороны и при сем свидетели…
В дальнейшем в Российской империи любой развод стал возможен только в духовных учреждениях; для православных требовалось разрешение Святейшего Синода. По законодательству того времени для развода в православной семье требовалась одна из следующих причин:
- Доказанное прелюбодеяние.
- Двоеженство (двоемужество).
- Наличие добрачной болезни, препятствующей супружеским отношениям.
- Длительное безвестное отсутствие супруга (более 5 лет).
- Осуждение за тяжкое преступление, включающее ссылку или лишение прав состояния.
- Монашество (только при отсутствии малолетних детей).

После развода виновная сторона чаще всего не имела права вступать в новый брак. Согласно переписи населения 1897 года, на 1000 мужчин приходился 1 разведённый, на 1000 женщин — 2 разведённые. До 1917 года ситуация существенно не менялась.
Духовенство всячески противодействовало разводу, что было неоднократно отображено в литературе (классические примеры — «Анна Каренина» и «Живой труп» Л. Н. Толстого), хотя при помощи влияния, адвокатов и коррупции этого можно было добиться (например, случаи С. Ю. Витте и брата последнего царя Михаила Александровича, женатых на разведённых женщинах).
Дело о расторжении брака в дореволюционной России рассматривала в первой инстанции духовная консистория по месту жительства истца, апелляционной инстанцией был Синод. Жалоба на отказ в расторжении брака могла быть подана туда бессрочно непосредственно, либо через консисторию. Обжаловать решение консистории о расторжении брака было гораздо труднее. В этом случае срок подачи жалобы был определён в 2 месяца и сама жалоба подавалась в Синод только через консисторию. Очень сложной была процедура доказательства супружеской измены. Для этого требовались показания не менее двух очевидцев или «прижитие» детей вне законного супружества, доказанное метрическими актами.
В начале XX века отношение Церкви к разводам стало постепенно смягчаться. В 1913 году Синод несколько расширил список причин к расторжению брака, добавив «уклонение» из православия, жестокое обращение и принуждение одного супруга к совершению преступного деяния другим. Однако оговаривалось, что в случае «обоюдного прелюбодеяния» брак остается в силе.
Падение монархии усилило требования общественности облегчить процедуру развода. Тем не менее при Временном правительстве было введено лишь незначительное послабление. 29 апреля — 1 мая 1917 года Синодом добавлено ещё одно основание для развода: когда обе стороны признаны виновными в нарушении святости брака.

### Известные персоны

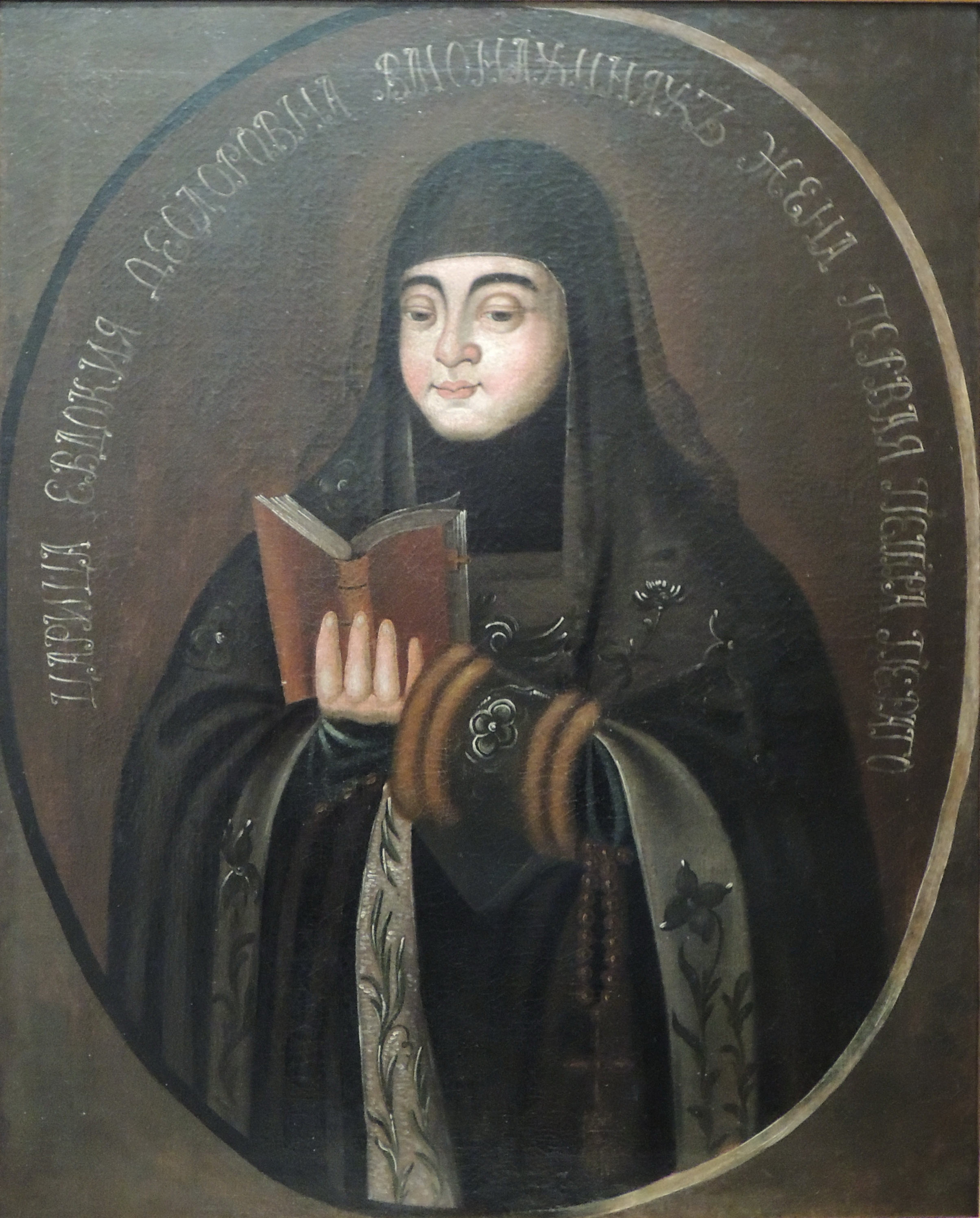
Евдокия Лопухина в монашестве.

- Евдокия Лопухина в монашестве . Всеволод Юрьевич Большое Гнездо и Мария Шварновна, по причине болезни супруги.
- Василий III и Сабурова, Соломония Юрьевна, по причине бездетности супруги.
- Иван Грозный и Колтовская, Анна Алексеевна, по причине монашества супруги.
- Иван Грозный и Васильчикова, Анна Григорьевна, по причине монашества супруги.
- Иван Грозный и Василиса Мелентьева, по причине монашества, или измена, или двоемужество супруги.
- Иван Иванович и Сабурова, Евдокия Богдановна, и  Соловая, Феодосия Михайловна, по причине бездетности супруги.
- Пётр Первый и Лопухина, Евдокия Фёдоровна, насильно пострижена в монахини.

## Развод в СССР
Сразу после революции развод можно было получить в органах ЗАГС немедленно после подачи заявления хотя бы одним из супругов. При И. В. Сталине разводы стали вновь резко ограничены. Развестись можно было только через суд, причем районные народные суды такого права не имели, разводящимся официально надо было давать объявление в газету. При Н. С. Хрущёве процедура развода была упрощена.

## Развод в Российской Федерации
В современной России (2007) в соответствии со статьями 16—18, 21—23 Семейного кодекса РФ развод (расторжение брака) может быть произведён по заявлению одного или обоих супругов (либо по заявлению опекуна супруга, признанного судом недееспособным). В современном законодательстве термин «развод» заменен термином «расторжение брака».
Брак расторгается в органах ЗАГС в случае согласия на развод супругов, не имеющих общих несовершеннолетних детей. По совместному заявлению супругов назначается дата развода (не раньше чем через месяц со дня подачи заявления). Каждый из супругов вправе в течение месяца со дня подачи заявления о разводе письменно отозвать его в этом же органе ЗАГС; совместное заявление в этом случае необратимо аннулируется, а ЗАГС письменно уведомляет второго супруга об аннулировании совместного заявления. В назначенный день развода в ЗАГС должен явиться хотя бы один из супругов; если ни один из супругов не является, развод считается несостоявшимся, и заявление аннулируется.
Брак может быть расторгнут в ЗАГСе независимо от наличия общих несовершеннолетних детей, в случае если один из супругов признан судом безвестно отсутствующим или недееспособным либо приговорён за совершение преступления к лишению свободы на срок свыше трёх лет.
Если у супругов имеются общие несовершеннолетние дети или один из супругов не выражает согласие на развод (не подписывает совместное заявление), брак расторгается в судебном порядке. До расторжения брака суд может назначить супругам срок для примирения продолжительностью до 3 месяцев.
Документом, подтверждающим расторжение брака, является свидетельство о расторжении брака. Каждый из разведённых вправе получить его в органе ЗАГС как в день расторжения брака, так и позднее.
Согласно данным Росстата, в 2008 году на 1 миллион 178 тысяч браков приходилось 703 тысяч разводов (около 60 %). Для сравнения: в 2003 году на 1 091 800 браков приходилось 798 800 разводов (73 %), в 2010 году — на 1 215 100 браков — 639 300 разводов (53 %).
В период с января по май 2021 года был побит семилетний рекорд по количеству разводов — более 251 тыс. супружеских пар. Кроме этого, было отмечено сокращение разрыва между браками и разводами. Если в 2012 году браков было больше на 31 %, то в 2021 году — на 6 %.

### Развод в суде
Брак расторгается только в суде:
- при наличии у супругов общих несовершеннолетних детей;
- при отсутствии согласия одного из супругов на развод;
- в случае, если кто-либо из супругов, несмотря на отсутствие у него возражений, уклоняется от развода через ЗАГС.

Расторжением брака, если не заявлены дополнительные требования, занимаются мировые судьи. Для обращения в суд необходимо составить исковое заявление о расторжении брака по установленной форме. Иски подаются по месту жительства ответчика. Суд рассматривает дело в судебном заседании, расторжение брака возможно не ранее одного месяца с момента обращения в суд. Этот срок может быть продлен судьёй для примирения на срок до трех месяцев.

### Ограничения прав супруга при подаче искового заявления о расторжении брака
Мировой судья откажет в принятии иска или прекратит возбужденное производство по делу о разводе, если ответчик-супруга заявит несогласие при следующих обстоятельствах (статья 17 СК РФ, пункт 1 Постановления Пленума ВС РФ «О применении судами законодательства при рассмотрении дел о расторжении брака»):
1. Беременность супруги.
2. Возраст совместного ребенка менее одного года.
3. Ребенок родился мертвым (ограничение действует один год).
4. Ребенок умер до достижения им возраста одного года.

Муж вправе повторно обратиться в суд с иском о разводе, если  вышеуказанные обстоятельства отпадут или жена согласится с заявленными исковыми требованиями.

### Документы, необходимые для развода в суде
1. Исковое заявление о расторжении брака, установленного образца[10].
2. Квитанцию об уплате государственной пошлины за расторжение брака в суде (в настоящее время составляет 600 рублей[11]).
3. Свидетельство о заключении брака (оригинал).
4. Свидетельство о рождении несовершеннолетнего ребёнка — если у супругов имеются несовершеннолетние дети.

## Развод в христианстве
Упоминание о возможности развода можно найти в Новом Завете. Иисус Христос упоминает причину развода, при которой развод не является грехом, — супружескую измену. «Кто разведется с женою своею не за прелюбодеяние и женится на другой, тот прелюбодействует; и женившийся на разведённой прелюбодействует» (Мф. 19:9). Также в первом послании Коринфянам Павел пишет второе условие, при котором христианин должен отпустить своего неверующего супруга. «Если же неверующий хочет развестись, пусть разводится; брат или сестра в таких случаях не связаны; к миру призвал нас Господь. Почему ты знаешь, жена, не спасешь ли мужа? Или ты, муж, почему знаешь, не спасешь ли жены?» (1Кор.7:15,16).

### В православии
Православная церковь расширила перечень причин для развода, и в настоящее время в РПЦ принято разрешать развод по следующим причинам, кроме прелюбодеяния: отпадение супруга или супруги от православия, противоестественные пороки, неспособность к «брачному сожитию», наступившую до брака или явившуюся следствием намеренного самокалечения, заболевание проказой или сифилисом, длительное безвестное отсутствие, осуждение к наказанию, соединённому с лишением всех прав состояния, посягательство на жизнь или здоровье супруги либо детей, снохачество, сводничество, извлечение выгод из непотребств супруга, неизлечимая тяжкая душевная болезнь, злонамеренное оставление одного супруга другим. Также заболевание СПИДом, медицински засвидетельствованные хронический алкоголизм или наркомания и совершение женой аборта при несогласии мужа.

### В католицизме
Католическая церковь не знает понятия развода по отношению к законному и завершённому браку. Повторный брак возможен только в случае кончины одного из супругов, что основывается на обещании верности «пока смерть не разлучит», данному в процессе венчания пред лицом всей Церкви. Кроме того, семейная пара осмысляется как образ нерасторжимого единства Христа и Церкви, а также Бога и народа Израиля.
Между тем, существуют условия, позволяющие аннулировать брак (см. Катехизис Католической Церкви, п. 1629, подробнее «Кодекс канонического права»). Аннулированный «брак» признается как бы не существовавшим в действительности — стороны получают возможность вступить в брак, который окажется первичным.
Использование светских юридических процедур для получения развода законного брака между католиками считается никак не сказывающимся на его действительности. Соответственно, любая последующая регистрация нового гражданского союза нелегальна (Прелюбодеяние). При этом пребывание в «нелегальном союзе» не отлучает католика от Церкви (обязанность воспитания детей в лоне католицизма также сохраняется), однако такое состояние препятствует участию в таинстве Евхаристии.
Понятие о браке в католицизме не распространяется ни на светские юридические процедуры, ни на брак между некатоликами, которые создаются в «своем праве» (Кодекс канонического права, Corpus iuris, относится лишь к католикам латинского обряда). Кроме того, светский брак, заключённый между католиком и некатоликом вне режима диспенсации (официального разрешения епископа, п. 1635), с церковной точки зрения, не признаётся ни законным, ни, соответственно, «завершённым».

### В протестантизме
У меннонитов развод разрешён лишь в случае супружеской измены, причём в любом случае разведённому запрещено вступать в новый брак.
Среди баптистов и пятидесятников взгляды на развод схожи.
Как правило, каждый такой вопрос разбирается служителями церкви индивидуально.
Вескими признаются следующие причины для развода: прелюбодеяние (Вт. 24:1), и оставление неверующим супругом (супругой) (1Кор.7:15.). Вместо развода супругам часто рекомендуется примирение (если есть признание в неверности) или временное раздельное проживание. Виновник развода исключается из общины церкви.

## Развод в иудаизме
Развод (гет) не поощряется, но возможен в рамках иудаизма. При этом положение женщины, которой муж, даже по факту бывший, не дал развода, оказывается очень затруднительным — если он никогда не даст его, она не сможет выйти замуж вновь, если только он не умрет.

## Развод в исламе

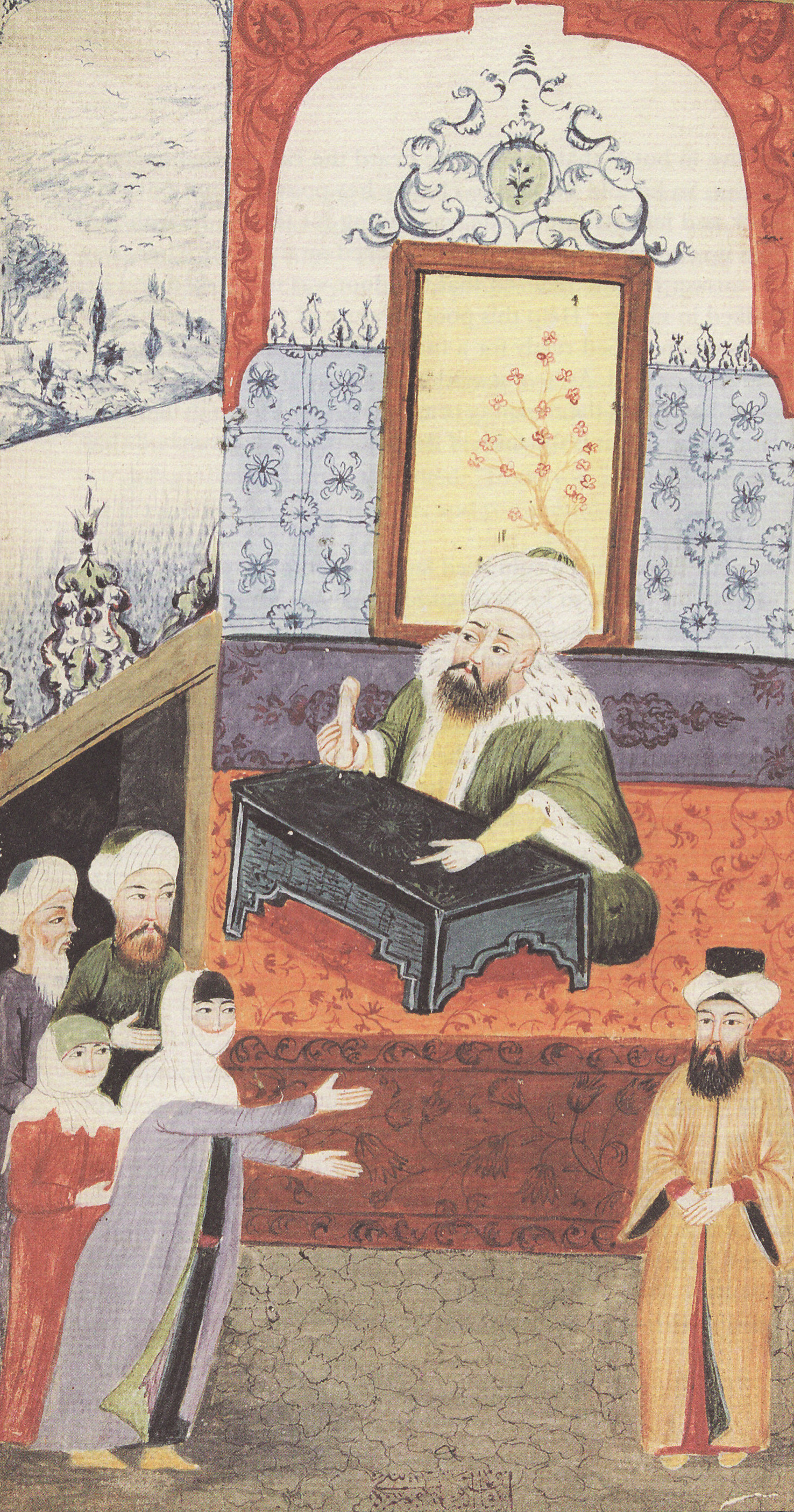
Женщина требует развода с мужем в Шариатском суде, османская миниатюра, XVIII век

Также не поощряется, но допускается развод (араб. الطلاق‎ —  ат-талак‎) в исламе. Право объявить о разводе имеет муж, либо шариатский судья, выносящий решение по просьбе жены. Дающий развод мужчина должен быть совершеннолетним, вменяемым и разводиться по собственной воле. Все мазхабы постулируют, что нельзя давать развод жене во время менструации или послеродового кровотечения. В четырёх суннитских мазхабах развод, данный мужем менструирующей жене или во время того цикла, когда у них были интимные отношения, считается запрещённым (харам), однако действительным. В джафаритском фикхе такой развод не имеет силы. Шииты требуют произнесения особой формулы развода и двух свидетелей. У суннитов формула не прописана и присутствие свидетелей не обязательно. Мужчина может развестись с одной и той же женщиной три раза. После третьего развода супруги могут сойтись только после того, как женщина выйдет замуж за другого и разведётся с ним по закону.

## Прочее
Джон Мильтон в трактате «Учение и благочиние развода» (1643) отказывается от неизменной необходимости сохранения брака, утверждает право человека не только на счастье, но и, косвенно, на ошибку.

## Статистика
Согласно исследованиям Национального британского бюро статистики, в два раза чаще остальных возрастных групп разводятся молодые люди в возрасте 25—29 лет. Ученые объясняют это тем, что в наше время пары тратят меньше времени на попытки примирения перед тем, как идти в суд.
Согласно данным демографического ежегодника с 1960 по 1990 годы, число разводов на территории России выросло в три раза, причём по данным за 2008 год лишь 52 % мужчин смогли вступить в повторный брак, среди женщин эта доля ещё меньше — 29 %.

## Психологические последствия разводов
Наиболее болезненным развод является не для взрослых, а для детей, для которых развод является трагичным происшествием, сродни утрате близкого человека. В краткосрочной перспективе стресс от развода родителей проявляется у ребёнка в виде чувства беззащитности и утраты целостности семьи, а также гнева из-за невозможности повлиять на ситуацию. В долгосрочной перспективе, разрыв отношений между родителями может серьёзно повлиять на способность ребёнка в будущем сформировать свою семью, так как наблюдавший развод ребёнок зачастую боится повторения подобного сценария в собственной жизни.
Исключением могут являться те случаи, когда дети в семье страдали от постоянных конфликтов и ссор родителей, и т. п. В случае развода, если дети дошкольного или школьного возраста, не следует в корне менять их привычный образ жизни, то есть менять детский сад или школу, так как именно сохранив привычный уклад жизни у ребёнка, можно облегчить переживания и стресс.
По мнению Энтони Дугласа (исполнительного директора Children and Family Court Advisory and Support Service (Cafcass), родитель, с которым остался жить ребёнок после развода, не должен настраивать его против второго родителя. Это ведет к «родительскому отчуждению». Дуглас считает, что после развода настраивание против другого родителя должно быть причислено к «жестокому обращению с детьми». В настоящее время большинство семейных судебных разбирательств относятся к «родительскому отчуждению», когда детей вовлекают в родительские конфликты и делают полноправными их участниками. По мнению Дугласа, за такую форму «жестокого обращения с детьми» родители должны нести полноценную ответственность.

## Влияние экономических факторов на число разводов
Согласно исследованиям некоторых социологов, во время периодических спадов и кризисов в экономике той или иной страны число разводов обычно уменьшается. Это объясняется тем, что совместное ведение хозяйства позволяет супругам сэкономить финансовые ресурсы и тем самым в большей степени сохранить материальное благополучие. Так, например, в Испании, число разводов в 2008 году уменьшилось на 12 % по сравнению с предыдущим годом, что, по мнению социологов, объясняется влиянием мирового экономического кризиса 2008—2009 годов.